# Erza Muqoli (album)
Singles
1. Je chanterai
Sortie : 24 mai 2019

Erza Muqoli est le premier album studio de la chanteuse française Erza Muqoli, sorti le 25 octobre 2019 sur le label Tôt ou Tard. 
En France, il a débuté au numéro 31 du classement Top Albums du SNEP et au numéro 13 du classement Top Albums Physiques.

## Liste des pistes
| No  | Titre                     | Durée |
| --- | ------------------------- | ----- |
| 1.  | Fillim                    | 1:37  |
| 2.  | Les étoiles               | 2:58  |
| 3.  | Devant                    | 3:35  |
| 4.  | Pourquoi certains gagnent | 3:09  |
| 5.  | Je chanterai              | 3:34  |
| 6.  | Dommage                   | 4:47  |
| 7.  | Ma prière d'enfant        | 3:50  |
| 8.  | Margaux                   | 4:02  |
| 9.  | Tant qu'on est là         | 3:38  |
| 10. | C'est quoi ça             | 3:25  |
| 11. | Les hologrammes           | 4:23  |
| 12. | Vous étiez là             | 5:05  |

## Classements
| Classement (2019)            | Meilleure position |
| ---------------------------- | ------------------ |
| Belgique (Wallonie Ultratop) | 37                 |
| France (SNEP)                | 31                 |
| Suisse (Schweizer Hitparade) | 95                 |
| Suisse romande               | 19                 |